# ФК Анортосис Фамагуста
ФК Анортосис Фамагуста (на гръцки: Ανόρθωση Αμμοχώστου) е кипърски футболен клуб, който първоначално е базиран в град Фамагуста, но след турското нашествие през 1974 година се мести в Ларнака.
Анортозис има спечелени 13 шампионски титли, последната им е през сезон 2007/08, Купа на Кипър – 10 пъти (1949, 1959, 1962, 1964, 1971, 1975, 1998, 2002, 2003 и 2007 г.). Освен това е носител на Суперкупата на Кипър 7 пъти. На 27 август 2008 г. Анортозис става първият кипърски отбор, класирал се за груповата фаза на Шампионската лига, побеждавайки гръцкия колос Олимпиакос. Преди това отстраняват арменския шампион Пюник и шампиона на Австрия – Рапид Виена. В груповата фаза на турнира Анортозис сътворява сензация постигайки победа над другия гръцки колос Панатинайкос с 3:1, а Хавар Мула Мохамед става първият иракски футболист участвал и отбелязал гол в Шампионската лига. Следват две равенства с Вердер Бремен 0:0 и 2:2, както и 3:3 с Интер Милано. Екипа на клуба са носили и редица българи.

## Успехи
- Кипърска Първа Дивизия:
  -  Шампион (13): 1949/50, 1956/57, 1957/58, 1959/60, 1961/62, 1962/63, 1994/95, 1996/97, 1997/98, 1998/99, 1999/2000, 2004/05, 2007/08
  -  Вицешампион (11): 1948/49, 1960/61, 1982/83, 1990/91, 1991/92, 1993/94, 1995/96, 2001/02, 2002/03, 2009/10, 2012/13
  -  Бронзов медал (8): 1950/51, 1953/54, 1966/67, 1984/85, 2006/07, 2008/09, 2010/11, 2017/18
- Купа на Кипър:
  -  Носител (11): 1948/49, 1958/59, 1961/62, 1963/64, 1970/71, 1974/75, 1997/98, 2001/02, 2002/03, 2006/07, 2020/21
  -  Финалист (6): 1946/47, 1949/50, 1962/63, 1993/94, 1998/99, 2007/08
- Суперкупа на Кипър:
  -  Носител (7): 1962, 1964, 1995, 1998, 1999, 2000, 2007
  -  Финалист (6): 1963, 1997, 2002, 2003, 2005, 2008

## Известни бивши футболисти
- Алтин Хаджи
- Марио Жардел
- Савио
- Магди Толба
- Тимур Кецбая
- Радослав Михалски
- Еуджен Трика
- Седрик Бардон

## Български футболисти
- Николай Костов: 1990/93
- Илиян Киряков: 1995/96 - (19 мача - 8 гола)
- Николай Тодоров – Кайзера: 1995/96 - (22 мача - 5 гола)
- Валентин Игнатов: 1995-есен - (15 мача - 4 гола)
- Методи Деянов: 2007/08 - (16 мача - 3 гола)
- Емил Ангелов: 2011 - (0 мача - 0 гола)
- Димитър Иванков: 2011/12 - (0 мача - 0 гола)
- Станислав Ангелов: 2011/12 - (34 мача - 3 гола)
- Иван Бандаловски: 2017 - (9 мача - 0 гола)
- Владимир Гаджев: 2017/18 - (24 мача - 1 гол)
- Атанас Илиев: 2024 - (16 мача - 1 гола)

## Бивши треньори
- Йордан Йорданов – Пиката
- Георги Василев
- Николай Костов
- Ангел Йорданеску
- Питър Кормак